# STZ TV
A STZ TV é uma emissora afiliada à TV Brasil com sede em Sertãozinho sendo ela a segunda maior emissora da TV Brasil no estado, atrás apenas da TV Brasil SP.

## História
O Grupo Agora de Comunicação decidiu em 2007 iniciar as transmissões da primeira afiliada da TV Brasil na região. A ideia surgiu quando o grupo que mantinha a TV Sertãozinho (falida em 1997) decidiu voltar as suas transmissões geradas em Sertãozinho. O acordo foi fechado com a Grupo Agora e hoje a STZ TV.

## Programas
- STZ Notícias
- STZ Esportes
- Hora H
- Cidade Acontece
- Psiu!
- Manha do Boca
- Cozinhando com estilo na TV
- Brasil Agro TV
- Playlist
- Programa Alex Ramos
- Debate esportivo
- Dra. Rita na TV
- Atualidade
- Histórias de Vida
- A+ TV
- Espora de Ouro
- Concentração
- Shop Hour TV

## Equipe de Reportagem Local
- Eliel Almeida
- Eddie Nascimento
- Fernando Laurenti
- Karine Amancio
- Lena Aguilar
- Rita Tonielo